# Andrena ochropa
Andrena ochropa är en biart som beskrevs av Warncke 1974. Andrena ochropa ingår i släktet sandbin, och familjen grävbin. Inga underarter finns listade i Catalogue of Life.